# زافالا (موزمبيق)
زافالا هي مقاطعة تابعة لمقاطعة إنهابان في جنوب شرق موزمبيق. تقع زافالا شرق مقاطعة إنهابان، وتحدها شمالًا مقاطعة إنهاريمي، وغربًا مقاطعة مانجكازي، التابعة لمقاطعة غزة. يحد زافالا من الشرق والجنوب المحيط الهندي. تبلغ مساحة زافالا 1,997 كيلومترًا مربعًا (771 ميلًا مربعًا). ويبلغ عدد سكانها 139.616 نسمة اعتبارًا من عام 2007.

## المناخ
يسود المقاطعة مناخ استوائي جاف في المناطق الداخلية، واستوائي رطب على الساحل. ويبلغ متوسط الهطول المطري السنوي على الساحل نحو 1,500 ملم (59 بوصة)، في حين يتراوح في الداخل بين 1,000 ملم (39 بوصة) و1,200 ملم (47 بوصة).

## الديموغرافيا
اعتبارًا من عام 2005، كان 46٪ من سكان المقاطعة دون سن الخامسة عشرة. وبلغت نسبة من يتحدثون اللغة البرتغالية 50٪ من إجمالي السكان. وتُعد لغة تشوبي هي اللغة الأم الأكثر شيوعًا بين السكان. كما بلغت نسبة الأمية 53٪، وكانت تتركز بشكل أساسي بين النساء.